# Mongolie-Extérieure
La Mongolie-Extérieure (mongol : ᠭᠠᠳᠠᠭᠠᠲᠤ
ᠮᠣᠩᠭᠣᠯ, cyrillique : Гадаад Монгол, MNS : Gadaad Mongol ; mandchoue : ᡨᡠᠯᡝᡵᡤᡳ

Mongolie-Extérieure sur la carte de la Chine de 1820, sous la dynastie Qing.

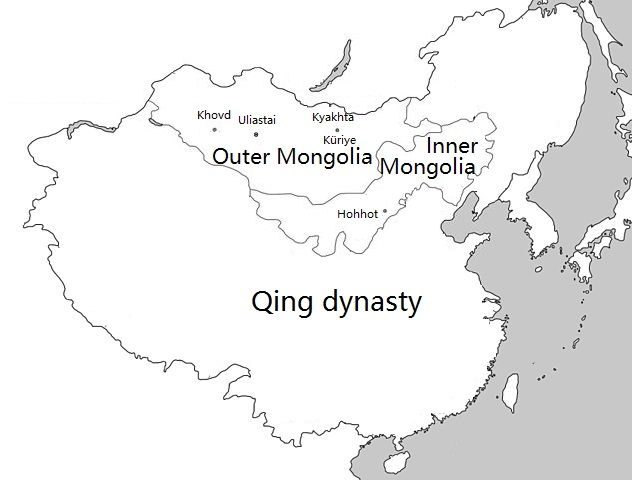
Mongolie-Extérieure et Mongolie-Intérieure sous la dynastie Qing.

ᠮᠣᠩᡤᠣ, Tulergi Monggo ; chinois : 外蒙古 ; pinyin : Wài Měnggǔ), également appelée Mongolie Septentrionale, Mongolie du Nord ou Mongolie Khalkha, était une entité administrative de la dynastie Qing (1644-1912) depuis son annexion, quasiment équivalente à l'État actuel de Mongolie. Des confusions persistent sur l'étendue de la Mongolie-Extérieure : certains reconnaissent celle-ci comme étant formée uniquement des quatre aïmags Khalkha, Setsen Khan Aimag, Tüsheet Khan Aimag, Sain Noyon Aimag et Zasagt Khan Aimag, d'autres y ajoutent les régions oïrates de Tannu Uriankhai (aujourd'hui république de Touva en Russie) et Khovd au Sud-Ouest de l'actuel État mongol.

## Histoire
En 1646, les Khalkhas se battent contre les Qing, sans doute alliés avec les Dzoungars. En 1648, après la victoire des Qing, Tenggistei, un jeune frère de Tenggis (mongol : ᠲ᠋‍ᠠ‍ᠩ‍ᢉᠢᠰ, VPMC : tenggis, cyrillique : тэнгис, MNS : Tengis, littéralement : Mer), se soumet aux Qing.

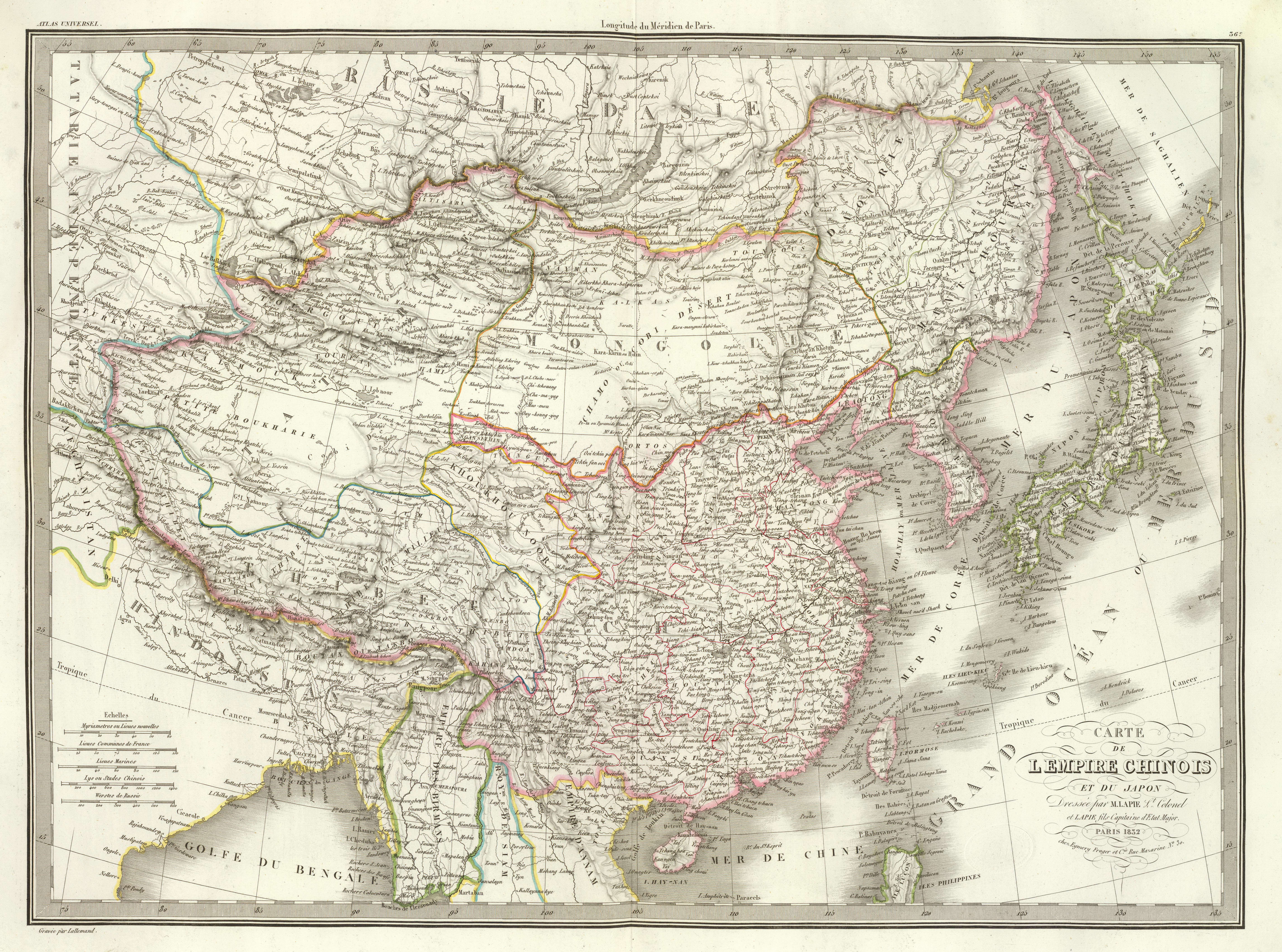
Carte de l'Empire chinois et du Japon, Alexandre Émile Lapie, 1832.

La dynastie Qing, mandchoue y établit un protectorat, à la demande des Khalkhas, à la suite des invasions des mongoles oïrats Dzoungars, Installés dans le Khanat dzoungar, dont la capitale est au Nord de l'actuel Xinjiang et dirigés par Galdan Boshugtu Khan en 1688. Elle y établit alors le régime des ligues et bannières en 1649, qui durera jusqu'à la chute de Puyi, en 1911.
Pour Hélène Carrère d'Encausse, alors que la Mongolie-Intérieure s'allie à l’empire des Qing au XVIIe siècle, la Mongolie extérieure reste à l’écart de l'empire mandchou.
En 1911, à la chute de la dynastie Qing, la Chine explose en différentes indépendances, à commencer par la province de Hubei où a lieu le soulèvement de Wuchang. La Mongolie prend une indépendance relative avec la mise en place du Khaganat de Mongolie du Bogdo (1911 — 1924). la Russie a des visées sur la Mongolie-Extérieure, laquelle devient un protectorat soviétique à partir de 1924, avec la prise de pouvoir du Parti révolutionnaire du peuple mongol, sous l'action de Damdin Sükhbaatar et soutenu par l'Union soviétique et au moins jusqu'en 1950, qui donne lieu à la création de la République populaire mongole (1924-1992).

## Nom
Le nom de « Mongolie-Extérieure » s'oppose à celui de Mongolie Intérieure (内蒙古, nèi měnggǔ), qui est de nos jours une région autonome de la République populaire de Chine. Ce terme vient du nom mongol de la région Gadaad Mongol, équivalent du nom mandchou Tulergi Monggo, qui signifie « Mongolie-Extérieure » ou « Mongolie externe ». En mongol moderne, le terme Ар Монгол (Ar Mongol), qui signifie « Mongolie du Nord » ou « Mongolie retirée », est aussi utilisé.
En Occident, on parlait également pour cette région de Mongolie du Nord, de Mongolie Khalkha (ou de la Khalkha).
Pour éviter toute confusion entre la nation souveraine de Mongolie et la Mongolie-Intérieure chinoise tout en reconnaissant cette souveraineté, les médias de la République populaire de Chine (RPdC) utilisent fréquemment le terme « Pays mongol » (蒙古國, měnggǔ guó), qui est la traduction du nom officiel du pays en mongol, (Монгол улс / Mongol uls) au lieu du seul terme « Mongolie », utilisé généralement en occident, qui pour les Chinois, englobent l'ensemble des territoires mongols. Le Japon utilise de façon similaire モンゴル国 (mongoru goku). 
La République de Chine (1912-1949) n'a pas reconnu son indépendance ni celle de Touva jusqu'au XXIe siècle et a ainsi continué de l'appeler ainsi.
De nos jours, le terme de « Mongolie-Extérieure » est encore parfois utilisé de manière informelle et coutumière en référence à la Mongolie, pour la distinguer de la Mongolie-Intérieure ou de l'ensemble des régions mongoles par les Chinois, à la fois en Chine continentale et à Taïwan.